# NGC 7790
NGC 7790 è un ammasso aperto piuttosto giovane visibile nella costellazione di Cassiopea.

## Osservazione

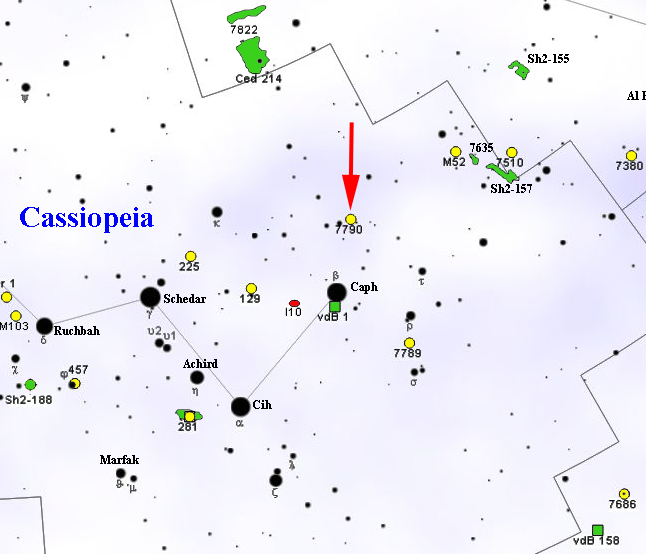
Mappa per individuare NGC 7790.

Si può individuare con facilità, a circa 2,5° in direzione nordovest rispetto alla stella Caph (β Cassiopeiae); giace in un campo stellare molto ricco e costituisce l'estremità sudorientale di una concatenazione di tre ammassi aperti comprendente NGC 7788 e Harvard 21. Attraverso un binocolo può essere visto con qualche difficoltà e appare come una macchia chiara di dimensioni ridotte e non risolvibile; attraverso un telescopio da 120mm è possibile notare alcune stelle di undicesima e dodicesima magnitudine su un fondo ancora debolmente nebuloso. Strumenti maggiori ne consentono una completa risoluzione.
La declinazione fortemente settentrionale di quest'ammasso favorisce notevolmente gli osservatori dell'emisfero nord, da cui si presenta circumpolare fino alle latitudini medio-basse; dall'emisfero australe d'altra parte resta piuttosto basso e non è osservabile dalle aree lontane dalla zona tropicale. Il periodo migliore per la sua osservazione nel cielo serale è quello compreso fra agosto e gennaio.

## Storia delle osservazioni
NGC 7790 venne individuato per la prima volta da William Herschel nel 1788 attraverso un telescopio riflettore da 18,7 pollici; suo figlio John Herschel lo riosservò in seguito e lo inserì a sua volta nel General Catalogue of Nebulae and Clusters col numero 2285.

## Caratteristiche
NGC 7790 è un ammasso aperto piuttosto ricco, anche se di ridotte dimensioni; la sua distanza è stimata attorno ai 2944 parsec (9600 anni luce), corrispondente a una zona centrale del Braccio di Perseo, uno dei due bracci di spirale maggiori della Via Lattea, nei pressi dell'associazione OB Cassiopeia OB4. Altre stime forniscono per esso una distanza leggermente maggiore, fino a 3300 parsec (10800 anni luce), portandolo in una zona più esterna di questo braccio.
La sua età si aggira sui 60-80 milioni di anni al massimo e si trova fisicamente adiacente agli altri due ammassi aperti visibili nelle vicinanze. Tutti e tre sono ammassi relativamente giovani, anche se presentano alcune caratteristiche differenti: in particolare NGC 7790 non possiede un alone di stelle giovani blu, presente invece negli altri due: ciò potrebbe indicare che, sebbene essi abbiano avuto origine nella stessa regione di formazione stellare, si siano formati da differenti nubi molecolari.
Al suo interno sono state identificate alcune stelle variabili, fra le quali spiccano tre variabili cefeidi; due di queste sono disposte in coppia e fanno parte di un sistema binario, così da aver ricevuto le designazioni CEa e CEb Cassiopeiae. L'altra delle tre è invece nota come CF Cassiopeiae.

## Bibliografia

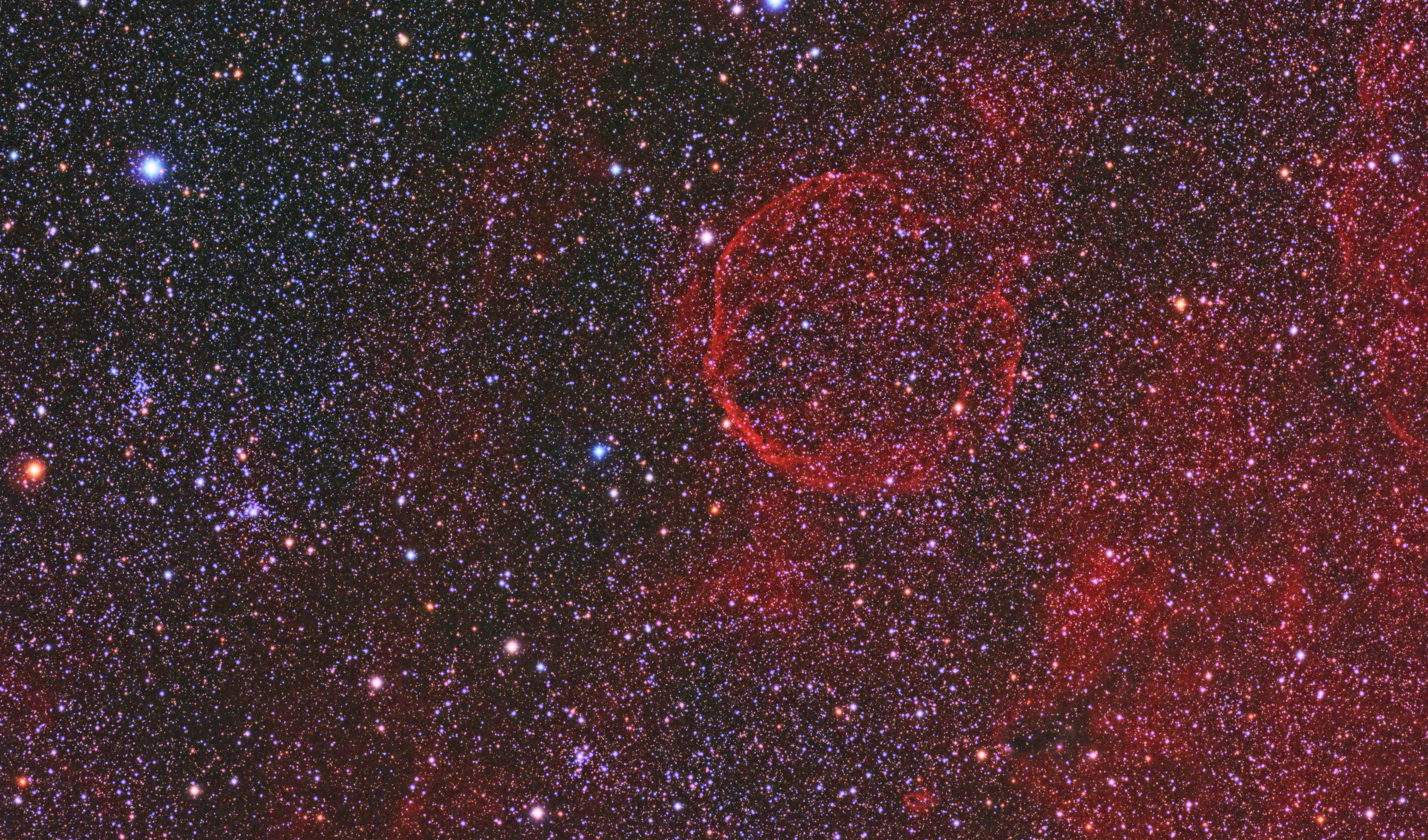
Gli ammassi aperti NGC 7788 e NGC 7790 sono facilmente individuabili sulla sinistra di questa fotografia del resto di supernova CTB 1.